# Al-Hallaj
Mansur Al-Hallaj (ar.: منصور الحلاج - Mansūr al-Hallāj); (pers.:منصور حلاج - Mansūr-e Hallāj), pe numele său întreg Abū al-Mughīth Husayn Mansūr al-Hallāj) (c. 858 - 27 martie 922) a fost un mistic musulman, poet și propovăduitor, devenit celebru, în special, pentru aparenta sa auto-identificare cu Dumnezeu, pentru poezia sa mistică și pentru execuția sa spectaculoasă de către autoritățile abbaside în urma acuzației de erezie.

## Nașterea
Mansur al-Hallaj s-a născut în localitatea Bayda, Shushtar, aflată în provincia Khuzestan din Persia, în jurul anului 858 d.Hr., în familia unui dărăcitor (ar.: hallāj).

## Maeștrii săi spirituali
La vârsta de șaisprezece ani devine discipolul lui Sahl at-Tustari; în anul 875 pleacă la Bagdad unde va deveni discipolul lui 'Amr bin 'Uthman Al-Makki care, după o perioadă de pregătire spirituală, îi dăruiește veșmântul (ar.: khirqa) de acceptare a sa în rândul misticilor (ar.: sufi) musulmani.
Pe lîngă Al-Makki, Al-Hallaj va frecventa asiduu și grupul lui Abu Al-Qasim Al-Junayd (830-910), marele mistic bagdadian, care îi devine, pentru o vreme, călăuză spirituală. Mai târziu, cei doi mistici se vor dezice de Al-Hallaj și vor condamna unele din afirmațiile sale precum Ana Al-Haqq (Eu sunt Adevărul - Adevărul fiind unul din Cele 99 de nume ale lui Dumnezeu) sau Ma fi jubbati illa Allah (În anteriul meu nu este decât Dumnezeu). 

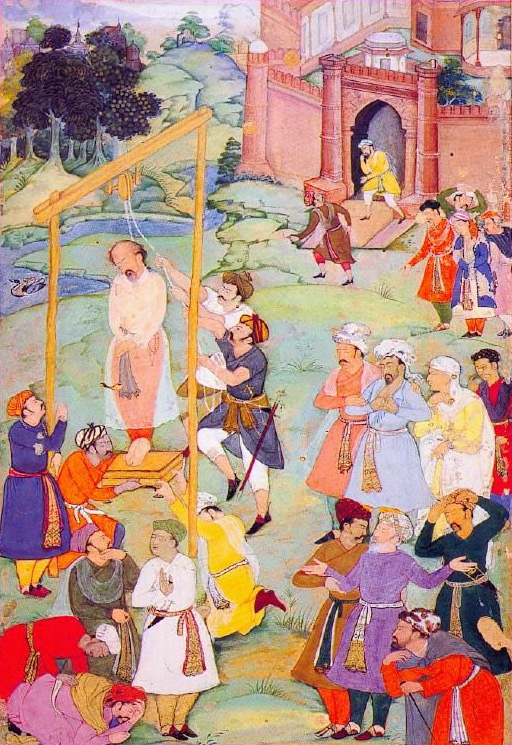
Execuția lui Mansur Al-Hallaj

În perioada bagdadiană a cunoscut și alți maeștri sufiți cum ar fi an-Nuri de la ale cărui idei, Al-Hallaj își dezvoltă propria concepție despre iubirea pură: omul îl slujește pe Dumnezeu doar din iubire, fără să ceară vreo răsplată. 

## Pelerinajul la Mecca
În jurul anului 895 pleacă în pelerinaj la Mecca, iar la întoarcerea la Bagdad, după un an de meditație în fața moscheii, leapădă veșmântul de sufit și începe să-și predice propriile concepții în locurile publice. După un al doilea pelerinaj, urmat de mulți dintre adepții săi, pleacă în India și Asia Centrală, ajungând până la granițele Chinei.
La întoarcerea din India, care era văzută, la vremea aceea, ca țara vrăjitoriei, Al-Hallaj este bănuit ca s-ar fi lăsat prada unei inspirații satanice. În jurul persoanei sale încep să circule tot felul de legende care au atras atenția autorităților asupra sa.
În anul 906, face un al treilea pelerinaj la Mecca unde rămâne doi ani. Reîntors la Bagdad, reia propovăduirea ideilor sale despre Dumnezeu în piețe, ceea ce va atrage mânia adversarilor săi. În această perioadă l-a declarat pe Isus din Nazaret drept călăuza sa spirituală și a purtat un veșmânt asemănător celui purtat de acesta. Prin popularitatea câștigată a devenit o amenințare pentru mediile conservatoare atât sunnite, cât și șiite.

## Condamnarea
În 907 este arestat, însă reușește să se refugieze la Sous. Este arestat din nou în anul 913 și în urma unui prim proces, este întemnițat timp de opt ani la Bagdad. După un alt proces, care durează șapte luni, este condamnat la moarte. Este executat la Bagdad pe 27 martie 922, principala învinuire fiind aceea că ideile sale contraveneau învățăturii islamice și puneau în primejdie instituțiile statului abbasid.

## Opera
Al-Hallaj, deși s-a născut în Persia, într-o familie persanofonă, și-a compus întreaga operă în arabă. 
Louis Massignon , în lucrarea sa La Passion de Husayn Ibn Mansur Hallaj, menționează următoarele scrieri ale sale:
- douăzeci și șapte de povestiri (riwāya), adunate de către discipolii săi în anul 902, în timpul trăirilor sale mistice, și în care Dumnezeu vorbește la persoana întâi;
- Kitab at-Tawasin, unsprezece texte scurte care relatează dialogul dintre Dumnezeu și Diavol, care refuză, conform textului coranic, să se închine în fața lui Adam, motivând că în acest fel ar nega unicitatea lui Dumnezeu;
- o culegere de poeme de lungimi și teme variate;
- spusele din ultima sa noapte (strânse în Akhbar Al-Hallaj de Louis Massignon).

## Al-Hallaj în limba română
- Al-Hallaj. 2008. Divan – Poeme mistice. Studiu introductiv, traducere din limba arabă, note: Georgiana Nicoarea. Cuvânt-înainte: George Grigore. București: Editura Herald.
- Al-Hallag. 2014. Traduceri si prezentare in Tartler Grete, Intelepciunea araba. De la preislam la hispanoarabi, Iași: editura Polirom.

## Lucrări despre Al-Hallaj
- Jacques Keryell, Jardin Donné. Louis Massignon à la recherche de l'Absolu, Éd. Saint-Paul, Paris, 1993.
- Louis Massignon, Essai sur les Origines du Lexique technique de la mystique musulmane, Éd. J. Vrin, Paris 1954.
- Louis Massignon, Akhbar Al-Hallaj, recueil d'oraisons et d'exhortations du martyr mystique de l'Islam, Éd. J. Vrin, collection Études musulmanes, 1975. Edition bilingue.
- Louis Massignon, La passion de Husayn ibn Mansûr Hallâj, 4 vol, Gallimard, Paris 1975.
- Annemarie Schimmel, Al-Halladsch - Märtyrer der Gottesliebe  Leben und Legende, Ausgewählt, übersetzt und eingeleitet von Annemarie Schimmel, Verlag Jakob Hegner in Köln, 1968.
- Roger Arnaldez, Hallâj ou la religion de la croix, Librairie Plon, Paris 1964.